# Gonomyia lustralis
Gonomyia lustralis är en tvåvingeart som beskrevs av Alexander 1945. Gonomyia lustralis ingår i släktet Gonomyia och familjen småharkrankar.
Artens utbredningsområde är Costa Rica. Inga underarter finns listade i Catalogue of Life.